# Helena Rakoczy
Helena Rakoczy (née le 23 décembre 1921 à Cracovie, et morte le 2 septembre 2014) est une gymnaste polonaise.

## Palmarès

### Jeux olympiques
- Médaille de bronze en portable apparatus, par équipe aux Jeux olympiques de 1956 à Melbourne
- participation aux Jeux olympiques de 1952 à Helsinki

### Championnats du monde
- Médaille d'or du Concours général individuel aux 1950 à Bâle
  -  Médaille d'or du Saut
  -  Médaille de bronze en Barres asymétriques
  -  Médaille d'or à la Poutre
  -  Médaille d'or au Sol
- Médaille de bronze du Concours général individuel aux 1954 à Rome
  -  Médaille de bronze en Barres asymétriques

## Honneurs et distinctions
- Elle est élue sportive polonaise de l'année en 1950.
- Elle est décorée de la Croix d'Officier dans l'ordre de la Ordre Polonia Restituta.